# Rosa Maria Assing
Rosa Maria Antonetta Paulina Assing, geborene Varnhagen (* 28. Mai 1783 in Düsseldorf; † 22. Januar 1840 in Hamburg), war eine deutsche Lyrikerin, Erzählerin, Übersetzerin, Scherenschnittkünstlerin und Erzieherin. Sie ist die ältere Schwester von Karl August Varnhagen, die Schwägerin von Rahel Levin und die Mutter von Ottilie und Ludmilla Assing.

Rosa Maria Assing: Scherenschnitt ca. 1830 nach Faksimile von 1925

## Leben

### Kindheit und Jugend
Rosa Maria Assing kam am 28. Mai 1783 in Düsseldorf als Tochter der Straßburgerin Anna Maria Varnhagen, geb. Kuntz, und des Stadtphysikus und kurpfälzischen Medizinalrats Johann Andreas Jacob Varnhagen zur Welt. Sie wurde wie ihre Mutter protestantisch getauft, während ihr jüngerer Bruder Karl August im katholischen Bekenntnis aufwachsen sollte. Ansonsten erhielten die Geschwister die gleiche Ausbildung durch Hauslehrer und zusätzlichen Unterricht in gestaltenden Fächern. Als aufgeklärter Arzt war ihr Vater Anhänger der Menschenrechte und der Ideale der Französischen Revolution. Rosa Maria spielte Gitarre und erlernte auch Revolutionslieder wie die Marseillaise, La Carmagnole und Ah! Ça ira. Auch mit einer Trikolorenschärpe wurde sie als junges Mädchen in Düsseldorf gesehen.
Im Jahr 1790 übersiedelte die Familie nach Straßburg, wo sich der Vater vergebens um eine Professur an der Universität bemühte. Anna Maria genoss als Tochter des Straßburger Ratsherrn Kuntz das Bürgerrecht und blieb mit Rosa Maria allein zurück, während Johann Andreas Jacob Varnhagen mit seinem Sohn nach Düsseldorf zurückkehrte. Sie wohnten am Rabenplatz (Place du Corbeau) Nr. 93, im Elternhaus der Anna Maria Varnhagen, das Philipp Kuntz durch einen Gewinn nach einem ertragreichen Weinjahr am Ufer der Ill errichten ließ. Es wurde im Zweiten Weltkrieg nach einem alliierten Bombenangriff abgerissen.
Trotz einer öffentlichen Distanzierung von der jakobinischen Schreckensherrschaft wurde Johann Jacob Varnhagen in Düsseldorf ausgebürgert, durfte die Stadt nur noch tagsüber betreten und ließ sich 1794 als Arzt in Hamburg nieder, wo Mutter und Tochter erst 1796 eintrafen. Schon mit fünfzehn Jahren schrieb Rosa Maria einen Briefroman, lyrische Gedichte und Novellen.

### Erzieherin und Dichterin

Wohnhaus (das zweite von links) an der Place du Corbeau in Straßburg

Nach längerer Krankheit und einem Unfall starb Johann Andreas Varnhagen am 5. Juni 1798. Ein Freund der Familie ermöglichte es seinem Sohn Karl August, eine Zeit lang in Berlin Medizin zu studieren, während Rosa Maria den Lebensunterhalt für sich und ihre Mutter als Erzieherin verdienen musste. In einer Kaufmannsfamilie unterrichtete sie zwei Töchter, die wenig älter waren als sie selbst. Später nahm sie auch Stellen bei jüdischen Familien an, was in ihrem Bekanntenkreis für „Lerm und Aufsehen“ sorgte, mehrfach hat sie „diesem qu'en dit-on Trotz geboten“. Mit einem Kredit ihres letzten Arbeitgebers Georg Oppenheimer gründete sie in 1811 ein Mädchenpensionat, das 1814 nach Hamburg verlegt wurde. Schon in den ersten sechs Monaten unterrichtete sie acht Zöglinge.
Im selben Jahr 1811 nahm Karl August Varnhagen den Namenszusatz „von Ense“ der adligen westfälischen Vorfahren an, was auch seine Schwester übernahm, die ihre Werke unter dem Namen Rosa Maria veröffentlichte. Ihr Bruder vermittelte ihr die Bekanntschaft von Dichtern wie Adelbert von Chamisso, mit dem sie altfranzösische Lyrik der Troubadours übersetzte, und Justinus Kerner, der sie als Medizinstudent mehrmals in Hamburg besuchte. Kerner stellte ihr auch seinen jüdischen Kommilitonen David Assur aus Königsberg vor, der seit einem Unfall auf einem Auge erblindet war und 1807 sein Doktorexamen ablegte. Weitere Dichterfreunde aus diesem Kreis waren Ludwig Uhland, Karl Mayer und Gustav Schwab aus der Schwäbischen Dichterschule, an deren Anthologien und Musen-Almanachen (Poetischer Almanach auf das Jahr 1812, Deutscher Dichterwald) sie sich beteiligte. Auch an den literarischen Unternehmungen ihres Bruders und des von ihm gegründeten Nordsternbundes und am Deutschen Musenalmanach von Chamisso und Schwab nahm Rosa Maria regen Anteil.
Amalie Schoppe, die als Schülerin zu ihr kam, wurde bald eine enge Freundin und Mitarbeiterin; sie ließ sich ebenfalls zum Schreiben inspirieren und wurde eine vielgefragte und produktive Autorin. Rosa Maria verkehrte außerdem mit Elise Campe, dem Mediziner David Veit, ein Jugendfreund Rahel Varnhagens, mit Fanny Tarnow und Johanna Neander.

### Heirat und Salongeselligkeit

Titelblatt zur Erzählung Der Schornsteinfeger (1834)

Seit Jahresbeginn 1816 war Rosa Maria mit David Assur verlobt, der als Regimentsarzt an den Freiheitskriegen teilgenommen hatte und 1814 dekoriert mit dem Eisernen Kreuz zurückkehrte. Er ließ sich taufen, um in Hamburg praktizieren zu dürfen, nannte sich fortan „Assing“ und behielt nach der Heirat mit Rosa Maria den alten Nachnamen als middle name bei. Im November 1816 begann er als Armenarzt im jüdischen Wohnviertel in der Marienstraße zu praktizieren. Ihr erstes Kind Carl Eginhard starb noch im Jahr der Geburt 1817.
Mit ihren 1819 und 1821 geborenen Töchtern Ottilie und Ludmilla Assing zogen die Assings in die Poolstraße, wo Rosa Maria einen literarischen Salon führte. Ihr Haus war „eins der geachtetsten in Hamburg, wozu vorzüglich sie selbst durch eine seltene Vereinigung von hoher sittlicher Würde, heiterer Lebensfreude und reicher geistiger Begabung beitrug“. Hier verkehrten viele Autoren des Jungen Deutschlands wie Ludolf Wienbarg, Theodor Mundt und Karl Gutzkow sowie ihre jüdischen Freunde Salomon Ludwig Steinheim, Gabriel Riesser und Rahel de Castro. Auch Friedrich Hebbel, den David Assing von einer lebensgefährlichen Erkrankung heilte, und Heinrich Heine, der auf Empfehlung Karl August Varnhagens im Mai 1823 zu Assings gekommen war, zählten zu diesem Kreis.
Bei den Zusammenkünften im „kleinen dunklen, von Bäumen beschatteten Hause der bescheidenen Poolstraße, in einem Gärtchen, wo sich bequem nicht zwanzig Schritte tun ließen“, wurden auch Scherenschnitte angefertigt. Zu größter Perfektion brachte Rosa Maria ihre Kunst, aus Bunt- und Schwarzpapier Silhouetten von Pflanzen und Vögeln und ganze Landschaftspanoramen zu schneiden; ihre Märchenszenen mit winzigen, botanisch genauen Details, wurden bereits zu Lebzeiten öffentlich ausgestellt und vermutlich auch als Bühnenbilder für Papiertheater genutzt. Ein weiteres geselliges Vergnügen im Salon Rosa Maria Assings waren Lesungen von Dramen mit verteilten Rollen, wobei Gutzkow Regie führte.

### Letzte Lebensjahre
Mit ihren Kindern unternahm Rosa Maria mehrere Reisen nach Schwaben, ins Elsass und nach Paris, wo sie Heinrich Heine besuchte. Im 57. Lebensjahr, am 22. Januar 1840 erlag Rosa Maria Assing einer auszehrenden Krankheit. Ihr Witwer gab ihre gesammelten Gedichte und Erzählungen heraus und widmete ihr eigene Nenien. Mit der Übersiedelung ihrer Töchter nach Berlin kam ihr Nachlass in die Sammlung Varnhagen. Ihre Bücher und Scherenschnitte werden heute in der Staatsbibliothek zu Berlin aufbewahrt, Handschriften und Briefe als Bestandteil der im Weltkrieg nach Schlesien ausgelagerten Kulturgüter in der Biblioteka Jagiellońska (der Bibliothek der Jagiellonen-Universität) in Krakau.
Der Nachlass des Ehepaars Assing wird seit 2015 mit Unterstützung des polnischen Nationalen Zentrums für Wissenschaft (Narodowe Centrum Nauki) durch den Germanisten Paweł Zarychta vom Germanistischen Seminar der Jagiellonen-Universität editorisch und digital erschlossen.

## Werke und Briefe
- Rosa Maria Assing: Fabio und Clara. Eine Novelle von Rosa Maria. In: Wilhelm Neumann und Karl August Varnhagen (Hrsg.): Erzählungen und Spiele. Hamburg: Adolph Schmidt 1807, S. 233–278.
- Rosa Maria Assing: Der Schornsteinfeger. Erzählung nach einer wahren Begebenheit, aus der Mitte des vorigen Jahrhunderts. F. G. Levrault, Straßburg 1834; Neudruck als Nr. 11 der Schriftenreihe des Vereins für Verbreitung guter Schriften, Zürich 1894.
- Adelbert von Chamisso und Rosa Maria. (Mitgetheilt von Rosa Maria). In: Der Freihafen 2 (1839), H. 1, S. 1–28 (Digitalisat)
- David Assur Assing (Hrsg.): Rosa Maria’s poetischer Nachlass. Hammerichs, Altona 1841 (Digitalisat).
- Rosa Maria Assing: Die schlafende Prinzessin. Ein altes Feenmärchen für verständige Kinder. In: Telegraph für Deutschland, Jg. 1846, Nrn. 93–107, S. 369 ff., 374 ff., 379 f., 382 f., 386 ff., 391 f., 395 f., 398 ff., 402 f., 407 f., 411 f., 415 f., 419 f., 423 f., 426 ff.
- Joachim Kirchner (Hrsg.): Silhouetten aus dem Nachlass Varnhagen von Ense: Nach in der Preußischen Staatsbibliothek befindlichen Originalen. Volksverband der Bücherfreunde, Wegweiser-Verlag, Berlin 1925.
- Paweł Zarychta: Selbstinszenierung und Gedächtnisbildung. Rosa Maria Assing in Briefen und Lebenszeugnissen aus der Sammlung Varnhagen. Edition und Kommentar. Teil I: 1783–1823; Teil II: 1823–1840, Peter Lang, Berlin 2022 (Perspektiven der Literatur- und Kulturwissenschaft. Transdisziplinäre Studien zur Germanistik Bd. 5–6), ISBN 978-3-631-85205-7, ISBN 978-3-631-84485-4.